# Synema viridisterne
Synema viridisterne es una especie de araña cangrejo del género Synema, familia Thomisidae, orden Araneae.

## Distribución
Esta especie se encuentra en Costa de Marfil.

## Taxonomía
Fue descrita por Jézéquel en 1966.
Tratamiento taxonómico
La especie aparece registrada y publicada en Araignées de la savane de Singrobo (Côte d’Ivoire). V. – Note complémentaire sur les Thomisidae. Bulletin du Muséum National d’Histoire Naturelle de Paris (2) 37(4, 1965): 613–630.